# Rasmus Nielsen (håndboldspiller)
 Der er flere personer med dette navn, se Rasmus Nielsen.
Rasmus Nielsen  (født 7. februar 1989) er en dansk håndboldspiller, der spiller for Ribe-Esbjerg HH i Håndboldligaen.